# Talbot Village
Talbot Village – wieś w Anglii, w hrabstwie Dorset. Leży 38 km na wschód od miasta Dorchester i 150 km na południowy zachód od Londynu.